# Sceningång
Sceningång är en svensk dramafilm från 1956, regisserad av Bengt Ekerot och med manus av Erland Josephson.

## Handling
Sceningång skildrar livet bakom kulisserna på en svensk teater.

## Om filmen
Filmen premiärvisades på biograf Röda Kvarn i Stockholm den 3 december 1956. Sceningång blev Erland Josephsons debut som manusförfattare. Filmen blev också Bengt Ekerots sista som regissör och Gull Natorp gjorde den sista av sina drygt 80 filmroller. Hon blev dock bortklippt i den slutliga filmen.
Sceningång har visats i SVT, bland annat 1998, 2002, 2003, 2009, 2012, 2014, 2017, 2020 och i november 2022.

## Rollista i urval
- Edvin Adolphson – Knut Mattsson, skådespelare
- Margit Carlqvist – Sigrid Jansson, skådespelerska
- Gio Petré – Nora Bring, teaterelev
- Lars Ekborg – Leander, skådespelare
- Bengt Ekerot – Johan Erikson, författare
- Per Sjöstrand – Sven, teaterelev
- Stig Olin – Bernhard Stensson, skådespelare
- Arne Nyberg – inspicient
- Erik Strandmark – Torén, föreståndare för elevskolan
- Sif Ruud – Nora Brings hyresvärdinna
- Erland Josephson – Bergkvist, regissör

## Musik i filmen
- Rhapsody of the Mountains, kompositör Jack Beaver, instrumental
- Din klara sol går åter opp, kompositör Johann Georg Störl, svensk text 1814 Johan Olof Wallin, sång Tommy Nilson
- I'm So Lonesome Tonight, kompositör Francis Chagrin, instrumental
- Square Four, kompositör Billy Munn, instrumental
- Wiener Blut (vals), op. 354 (Wienerblod), kompositör Johann Strauss den yngre, instrumental
- Oci cërnyja, oci strastnyja/Otji tjornyja, otji strastnyja (Svarta ögon), svensk text Karin Juel, instrumental